# Ernesto Herrera
Œuvres principales
El león ciego (1911)
Ernesto Herrera, né à Montevideo le 20 mars 1889 et mort le 19 février 1917 dans la même ville, était un dramaturge, journaliste et homme de lettres uruguayen.

## Biographie
Né à Montevideo, en Uruguay. Il était un journaliste important dans Montevideo. Herrera a publié dans certains journaux locaux importants (Bohemia, El Pueblo et La Semana).
Il a voyagé à travers l'Europe.
Son chef-d'œuvre est El león ciego (1911).

## Œuvres
- Su majestad el hambre (Cuentos brutales) (nouvelle, 1910)
- El estanque (théâtre, 1910)
- Mala Laya (théâtre, 1911)
- El caballo del comisario (théâtre, 1911)
- La moral de Misia Paca (théâtre, 1911)
- El león ciego (théâtre, 1911)
- El pan nuestro (théâtre, 1913?)